# Heliocopris faunus
Heliocopris faunus är en skalbaggsart som beskrevs av Karl Henrik Boheman 1857. Heliocopris faunus ingår i släktet Heliocopris och familjen bladhorningar. Inga underarter finns listade i Catalogue of Life.